# Обыкновенная генета
Обыкновенная генета (лат. Genetta genetta) — вид генет, описанный в 1758 году Карлом Линнеем.

## Внешность
Длина тела у обыкновенной генеты составляет около 50 см, а длина хвоста — 45 см. Её параметры соответствуют размерам домашней кошки, однако она несколько вытянутее. У шерсти серо-коричневая окраска с чёрными пятнами, расположенными горизонтальными рядами. Хвост относительно длинный, пушистый, с чёрными поперечными полосками. Мордочка острая, лапы короткие, уши крупные. Когти короткие и могут втягиваться. Издаёт сильный запах мускуса.

## Распространение
Обыкновенная генета широко распространена в Африке и, местами, в Передней Азии. Кроме того, она была в древности интродуцирована в Европу: Пиренейский полуостров, Южную Францию. Вселялась также в низовья Нила, но там вымерла. Населяет лесную и кустарниковую местность, обитает и в горах. В Пиренеях присутствие обыкновенной генеты доказано на высоте около 2000 м. Примечательно, что до одомашнивания кошек обыкновенных генет использовали в людских поселениях для борьбы с вредителями (мышами и др.).

## Поведение
Обыкновенные генеты отлично прыгают и лазают, умеют без травм передвигаться даже среди колючих ветвей и суков. Эти пугливые животные активны в ночное время и ведут одиночный образ жизни, лишь изредка их можно увидеть в родовых группах. На протяжении дня они спят в своих укрытиях, а ночью выходят на охоту. К их добыче относятся прежде всего грызуны, птицы, пресмыкающиеся, рыбы, падаль и яйца. Время от времени они едят также насекомых и ягоды. Длительность беременности у обыкновенных генет составляет от десяти до двенадцати недель. За раз они рождают от двух до четырёх голых и слепых детёнышей (котят). В возрасте года они покидают мать. Обыкновенные генеты издают в разных ситуациях схожие звуки с кошачьими.